# 向丘遊園正門站

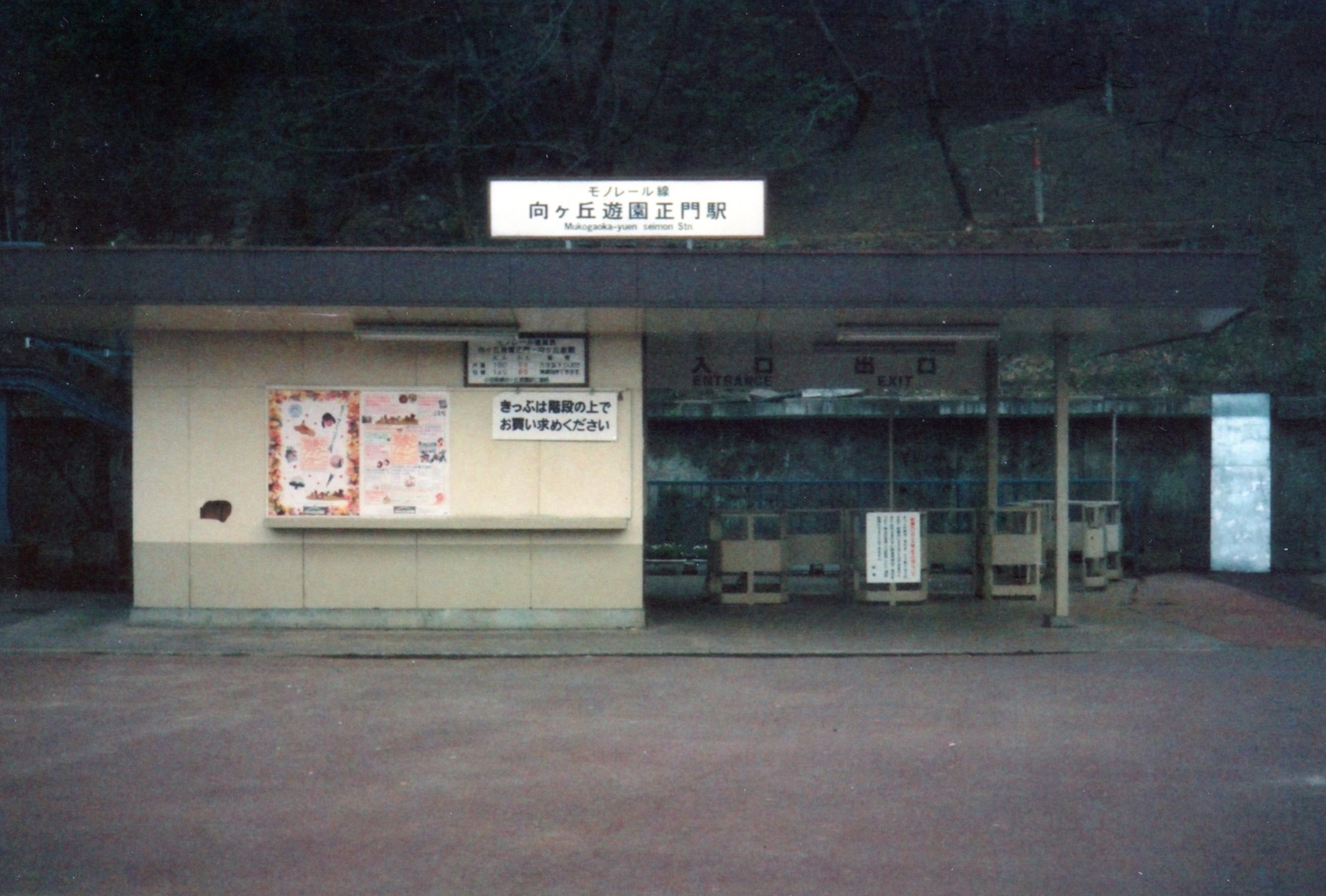
向丘遊園正門站 (1989年)

35°36′36″N 139°34′23″E / 35.61000°N 139.57306°E
向丘遊園正門站 (日语：／ Mukōgaokayūenseimon'eki */?) 是曾經存在於神奈川縣川崎市多摩區。小田急電鐵小田急向丘遊園單軌線的廢站。